# Witold Zagórski
Witold Zagórski, né le 25 septembre 1930 à Varsovie (voïvodie de Mazovie) et mort le 30 juin 2016, est un ancien joueur et entraîneur polonais de basket-ball. Il évolue durant sa carrière au poste d'arrière.

## Palmarès
- Finaliste du championnat d'Europe 1963
- 3e du championnat d'Europe 1965, 1967